# Pseudophanella decellei
Pseudophanella decellei är en insektsart som beskrevs av Synave 1965. Pseudophanella decellei ingår i släktet Pseudophanella och familjen Dictyopharidae. Inga underarter finns listade i Catalogue of Life.